# طلای سیاه (فیلم)
طلای سیاه (انگلیسی: Black Gold) فیلمی در ژانر تاریخی، حماسی و ماجراجویی به کارگردانی ژان-ژاک آنو است که در سال ۲۰۱۱ منتشر شد. این فیلم با بودجه ۴۰ میلیون دلاری ساخته شده است که یکی از گران‌ترین فیلم های عربی به شمار می‌آید.

## بازیگران
- طاهر رحیم
- آنتونیو باندراس
- مارک استرانگ
- فریدا پینتو
- ریز احمد
- لیا کبده
- اریک ابوآنی
- آدریانو جانینی
- کوری جانسون
- لطفی دزیری
- آکین گازی
- عبدالمجید لکحل
- هشام رستم
- احمد حفیان